# 上官崇
上官崇（1467年—？），字達卿，江西吉安府吉水縣人，民籍，明朝政治人物。

## 生平
弘治五年（1492年）壬子科江西鄉試第六十一名舉人。弘治十五年（1502年）中式壬戌科會試第二百九十八名，三甲第四十一名進士。授浙江金华府永康县知县，正德二年（1507年）任徐州知州，曾官廣東瓊州府知府。

## 家族
曾祖上官止誠；祖父上官用魯；父上官行憲，母羅氏；繼母李氏。具庆下。弟嵩、巍。